# NGC 7474
NGC 7474 is een lensvormig sterrenstelsel in het sterrenbeeld Pegasus. Het hemelobject werd op 9 september 1864 ontdekt door de Duitse astronoom Albert Marth.

## Synoniemen
- MCG 3-58-26
- ZWG 453.58
- NPM1G +19.0567
- PGC 70379